# Génissieux
Génissieux település Franciaországban, Drôme megyében. Lakosainak száma 2422 fő (2022. január 1.). Génissieux Geyssans, Châtillon-Saint-Jean, Mours-Saint-Eusèbe, Peyrins, Romans-sur-Isère, Saint-Paul-lès-Romans és Triors községekkel határos.

## Népesség
A település népességének változása:
| Lakosok száma | 655  | 1125 | 1584 | 2002 | 1969 | 2084 | 2282 | 2392 | 2409 | 2422 |
|               | 1968 | 1982 | 1990 | 2006 | 2013 | 2015 | 2017 | 2019 | 2020 | 2022 |